# Segona batalla de Durrës
La segona batalla de Durrës (també coneguda com el bombardeig de Durrës) va ser una batalla naval de la Primera Guerra Mundial lliurada el 2 d'octubre de 1918, quan una gran força naval de la Triple Entesa formada per unitats italianes (Regia Marina), britàniques (Royal Navy), estatunidenques (US Navy) i australianes (Royal Australian Navy), liderada pels italians, va atacar el port de Durrës, en Albània central, que durant molt de temps va ser una base naval de l'armada austrohongarèsa (K.u.K Kriegsmarine).
La flota aliada va destruir la seva artilleria de costa i van bombardejar el port, causant danys greus a les seves estructures i obligant a la retirada de les poques unitats navals austrohongareses que encara estaven presents al port.
Va ser la batalla naval més gran en la qual va participar els Estats Units durant la Primera Guerra Mundial.

## Antecedents
Al 14 de setembre de 1918, les forces aliades desplegades al llarg del front de Macedònia van llançar una ofensiva massiva contra les posicions de les Potències Centrals de la regió, causant el col·lapse i aconseguint victòries en les batalles de Dobro Pole (15 de setembre) i Doiran (18 i 19 de setembre); a finals de setembre, Bulgària es va veure obligada a demanar un armistici i les forces aliades van a començar la seva marxa cap al nord, en direcció a les fronteres d'Àustria-Hongria. El comandant de les forces aliades desplegades en els Balcans, el francès Louis Franchet d'Esperey, va demanar a l'armada francesa (Marine Nationale) a prendre mesures per a bloquejar el port de Durrës, una important via per al subministrament de les forces austrohongareses. El govern francès va sol·licitar l'autorització als italians per a realitzar l'atac, que es van assegurar que l'acció corresponent es duria a terme sota el seu comandament.
Al 26 de setembre de 1918, el comandant de les forces navals italianes, l'almirall Emilio Paolo Thaon de Revel, va donar el seu consentiment i va donar el comandament de l'operació a l'almirall Osvaldo Paladini, que va assignar l'acció de foc contra la base a dos grups de creuers: el primer grup estava format pels creuers cuirassats italians San Giorgio, Pisa i San Marco escortats per vuit destructors britànics i set torpediners italians; el segon grup estava format pels creuers lleugers britànics HMS Lowestoft, HMS Dartmouth i HMS Weymouth escortats per quatre destructors. Els dos grups estaven escortats per dotze caça submarins dels Estats Units comandats pel capità Charles P. Nelson i per quatre MAS italians.
Per a prevenir la intervenció d'una flota naval austrohongaresa de la base de Kotor es van situar en tres àrees al nord de Durrës tres grups de protecció naval: un primer grup amb el cuirassat italià Dante Alighieri escortat per quatre creuers lleugers i dos destructors; un segon grup amb tres creuers lleugers britànics escortats per quatre destructors (incloent dos unitats australianes: el destructor HMAS Swan i el HMAS Warrego); un tercer grup amb tres creuers lleugers italians.
Abans que comencés la batalla, el govern austrohongarès va decidir retirar la major part dels seus vaixells de guerra de Durrës. Només van deixar dos destructors, un torpediner i dos submarins per a oposar-se a la flota aliada, amb l'ajuda amb tres bateries de costa. En el port també hi eren presents el vaixell hospital i tres vaixells mercants de vapor. Les forces austrohongareses van ser comandades pel tinent comandant Heinrich Pauer.

## Batalla
Les unitats aliades van sortir del port de Bríndisi a les 7:00 h del 2 d'octubre de 1918 en direcció a la costa albanesa; durant el matí, set onades diferents de bombarders italians i britànics van enlairar-se de les bases a Puglia per a atacar les posicions d'artilleria de costa de prop del port.
A les 11:05 h, un mariner del caça submarins Nº 129 va albirar al submarí U-29 que, junt amb el submarí U-31 estaven en immersió tractant d'escapar; el van atacar durant quinze minuts amb càrregues de profunditat, però va poder fugir. L'U-31 també va ser atacat amb càrregues de profunditat i també va sobreviure. En un moment donat, el Nº129 va ser atacat per l'artilleria de costa enemiga, el tir més proper va caure a uns 50 m de l'embarcació, però els estatunidencs no van patir baixes en la batalla. Més tard, les forces estatunidenques van informar que van enfonsar els dos submarins, però això no era cert.
Els submarins van aconseguir danyar a un creuer lleuger aliat durant la seva fugida. El creuer HMS Weymouth va rebre l'impacte d'un torpede del U-31, que va destruir una gran part de la popa i va causar la mort de quatre homes. Va d'haver de tornar a la base assistit per un destructor i va passar la resta de la guerra en reparació.
Abans de les 12:10 h, els creuers italians i britànics van formar una línia de dues columnes paral·leles per a obrir foc des d'uns 7.300 m de la costa. Mentrestant, els MAS i alguns vaixells estatunidencs i britànics es van preparar per a atacar als vaixells de guerra austrohongaresos (els destructors SMS Dinara i SMS Scharfschütze, i el torpediner TB 87).
El vaixell hospital austrohongarès Baron Call va ser vist quan sortia del port i va ser flanquejat immediatament per dos destructors britànics i dos caça submarins estatunidencs que, després d'haver-lo inspeccionat, el van deixar lliure per a continuar cap a Kotor.
Al voltant de les 12:20 h, els dos destructors i el torpediner austrohongaresos van ser vistos quan sortien del port des del costat sud, i immediatament els quatre MAS italians van anar a atacar-los: una de les unitats italianes va ser colpejada i danyada, però van ser capaç de llançar els seus torpedes, un dels quals va impactar contra el TB 87 sense explotar. Les unitats austrohongareses van intercanviar trets fins i tot contra els destructors britànics que intentaven detenir-los; el Scharfschütze van patir alguns danys, així com dos morts i cinc ferits greus. No obstant això, els tres vaixells austrohongaresos van aconseguir escapar i replegar-se a Kotor.
El bombardeig del port va ser realitzat pels creuers cuirassats italians San Giorgio, San Marco i Pisa; a les 12:42 h es van unir tres creuers britànics per a disparar contra el port fins a les 12:55 h.
La batalla es va donar per acabada a les 1:30 h de la matinada i totes les unitats aliades van tornar cap a la base. Les instal·lacions portuàries i militars de Durrës van quedar molt danyades (tot i que, segons el comandament austrohongarès, no va ser molt greu), i va ser molt fort l'impacte en la moral dels habitants de la ciutat, que havien fugit de la ciutat abans de l'inici de l'atac. Dels tres vaixells mercants de vapor austrohongaresos ancorats en el port, es va enfonsar un (el Stamboul), mentre que els altres dos (el Graz i l'Hercegovina) van quedar danyats.

## Conseqüències
Al 10 d'octubre, les últimes tropes austrohongareses van abandonar Durrës, que finalment va ser ocupada pels italians el 16 d'octubre.
Pel seu lideratge i coratge en Durrës, el capità Charles P. Nelson va rebre la Navy Distinguished Service Medal (Medalla del Servei Distingit a la Marina), així com altres condecoracions estrangeres.